# Práxedes Mateo Sagasta

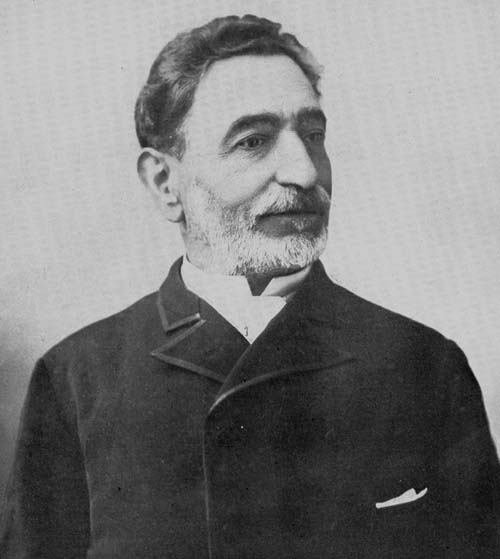
Práxedes Mateo Sagasta

Práxedes Mariano Mateo Sagasta y Escolar (Torrecilla en Cameros, 1825. július 21. – Madrid, 1903. január 15.) spanyol politikus, mérnök.

## Életpályája
Egy ideig mint mérnök működött a spanyol északi vasútnál. 1854-ben tagja lett az alkotmányozó cortesnek, de az 1856. évi madridi felkelés után kénytelen volt Franciaországba menekülni, ahonnan az amnesztia kihirdetése után visszatérve, a madridi mérnökiskola tanára lett. Miután beválasztották a cortesbe, a progresszista párthoz  csatlakozott és átvette a La Iberia  című hírlap szerkesztését. Az 1866. június 22-i felkelés meghiúsulása után ismét Franciaországba menekült. 1868-ban, II. Izabella királynő bukása után visszatért, belügyminiszterré nevezték ki, mind szorosabban csatlakozott J. Prim y Patshoz és mind inkább elvált régi demokrata barátaitól. 1871. októberében a cortes elnökévé választották, ugyanazon évben a José Malcampo kormányában átvette a belügyi tárcát, majd 1872. február 18-án a minisztertanács vezetését, de mivel választási célokra állami pénzeket használt fel, 1872. május 22-én kénytelen volt visszalépni. 1874. január 3-án Francisco Serrano miniszterelnöksége alatt külügyminiszter lett, május 13-án belügyminiszter, szeptember 4-én pedig miniszterelnök. XII. Alfonz trónra lépésével, december 30-án, vissza kellett lépnie, és erre vezetője lett a dinasztikus liberális ellenzéknek. A parlamenti váltógazdálkodás megteremtése után a Liberális Párt vezetőjeként több alkalommal volt Spanyolország miniszterelnöke (1881- 1883, 1885 – 1890, 1892 – 1895, 1897 – 1899, végül 1901. február – 1902. december között. Ő hívta egybe az ú.n. „hosszú parlamentet” (1885 – 1890), amely nevezetes liberális reformokat  hozott (esküdtszékek, polgári házasság, a férfiaknak általános választójog, sajtószabadság, gyülekezési szabadság) léptetett életbe.